# Koki Shimosaka
Koki Shimosaka (下坂 晃城 Shimosaka Koki?), född 25 september 1993 i Fukuoka prefektur, är en japansk fotbollsspelare.
Shimosaka började sin karriär 2016 i Avispa Fukuoka. 2018 flyttade han till FC Machida Zelvia.